# 비토 코를레오네
비토 코를레오네(이탈리아어: Vito Corleone, 1891년 12월 7일 ~ 1955년 8월 14일)는 마리오 푸조의 소설 《대부》(The Godfather)와 프랜시스 포드 코폴라 감독이 제작한 동명의 영화 속 주인공으로 뉴욕의 마피아 두목으로 등장한다. 영화에서는 말런 브랜도가 비토 코를레오네의 역을 맡았다.

## 생애

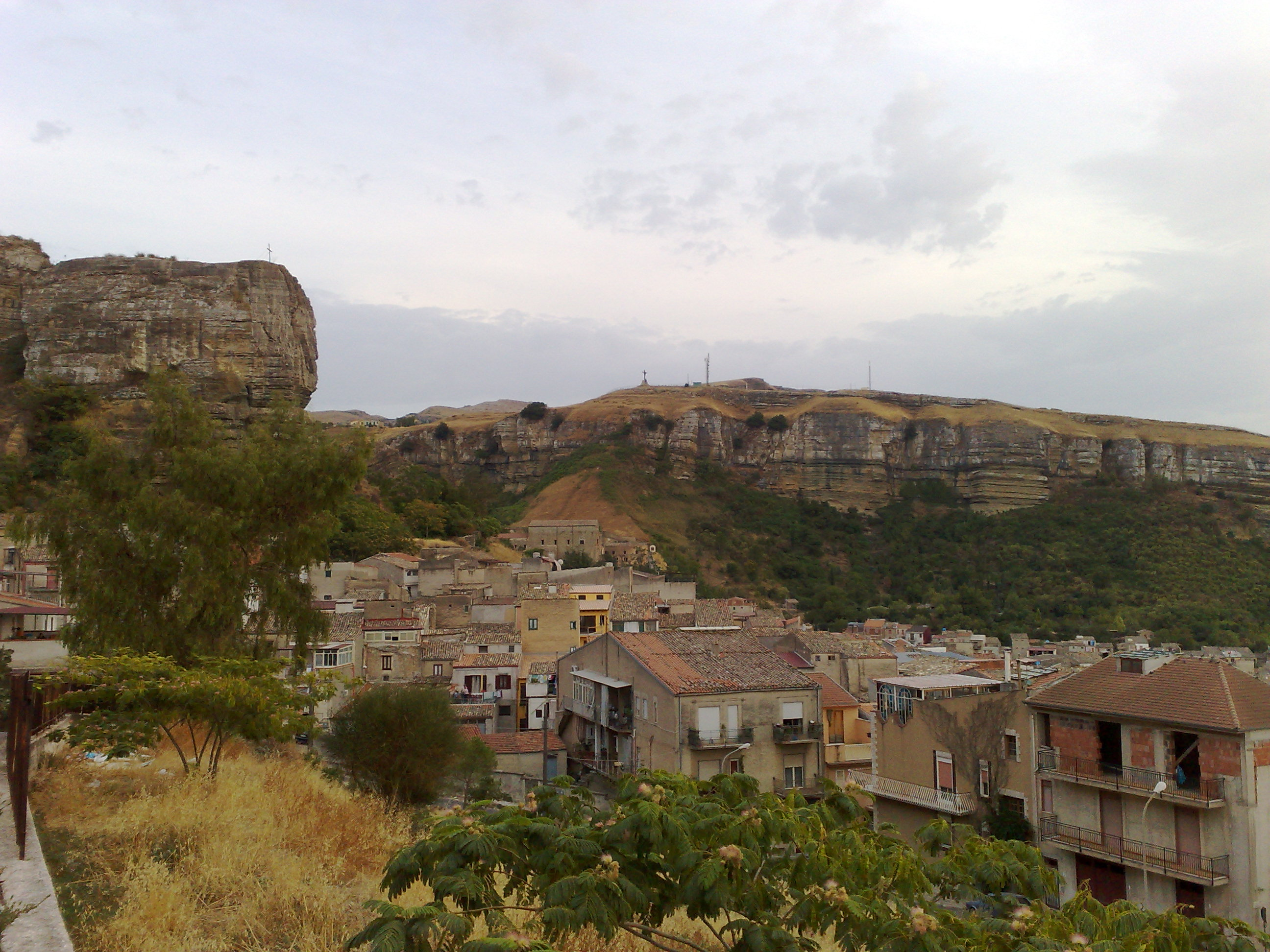
이탈리아 남부, 시칠리아 섬에 있는 실제 마을, 코를레오네의 풍경 사진.

본명은 비토 안돌리니(Vito Andolini)로, 1891년 이탈리아 시칠리아 코를레오네 마을에서 안토니오 안돌리니(Antonio Andolini)의 차남으로 출생하였다. 1901년 안토니오 지역 마피아와의 분쟁으로 피살되고, 이어서 형 파올로(Paolo)와 어머니마저 살해되자 비토는 친척들의 도움으로 시칠리아를 탈출하여 미국 뉴욕 시로 건너간다.
미국으로 건너간 비토는 성을 안돌리니에서 고향 이름인 코를레오네로 개명하고 아반단도네 제과점에서 일하게 된다. 미국에 정착한 비토는 18세에 카멜라와 결혼하여 슬하에 산티노 "소니" 코를레오네(Santino "Sonny" Corleone), 페데리코 "프레도" 코를레오네(Frederico "Fredo" Corleone), 마이클 코를레오네(Michael Corleone), 콘스탄지아 "코니" 코를레오네(Constanzia "Connie" Corleone), 이렇게 네 자녀를 둔다. 이후 피터 클레멘자(Peter Clemenza)를 만나 범죄의 길에 빠지게 된 비토는 피터 클레멘자, 살바토레 테시오(Salvatore Tessio) 등과 함께 도둑 활동을 벌이며 생계를 잇는다. 그러다가 평소 지역 상인들을 갈취하던 갱스터 마시모 파누치(Massimo Fanucci)가 그들에게까지 상납을 요구하자 그를 살해함으로써 동료들과 주민들의 존경을 얻는다.
젠코 아반단도(Genco Abbandando), 피터 클레멘자, 살바토레 테시오 등과 함께 젠코 푸라 올리브 오일 회사(Genco Pura Olive Oil Company)를 창립, 올리브 사업에 뛰어들어 경제적 기반을 다진 비토는 시칠리아로 돌아가 가족의 원수를 갚는 데 성공하고, 이어서 코를레오네 패밀리를 조직 및 그 조직의 두목 자리에 올라 살바토레 마란자노 등의 경쟁자들을 격파하며 강대 조직으로 비약, 3년 만에 뉴욕을 평정한다.
한편 막내 아들 마이클 코를레오네가 자신의 뜻을 거역하고 입대하여 제2차 세계 대전 속 태평양 전쟁에 출전하여 골치를 겪기도 한다. 더욱이 1945년에는 경쟁 조직들의 음모로 총격을 받아 혼수 상태에 빠진다.
마이클은 그의 복수를 벌여 쫓기는 신세가 되고, 나아가 임시 두목이 된 장남 산티노 코를레오네가 갱 전쟁 도중 사망하면서 비토는 정신적 충격을 받는다. 그는 장남의 복수를 하지 않는다는 조건으로 갱 전쟁 종전에 합의하고, 막내 아들 마이클에게 조직을 넘긴 뒤 은퇴 및 귀농하였다. 그 후 1955년, 비토는 자신의 농장에서 손자와 함께 쉬던 중, 심장 발작으로 쓰러져 병원으로 이송되던 중 사망한다.

## 성격

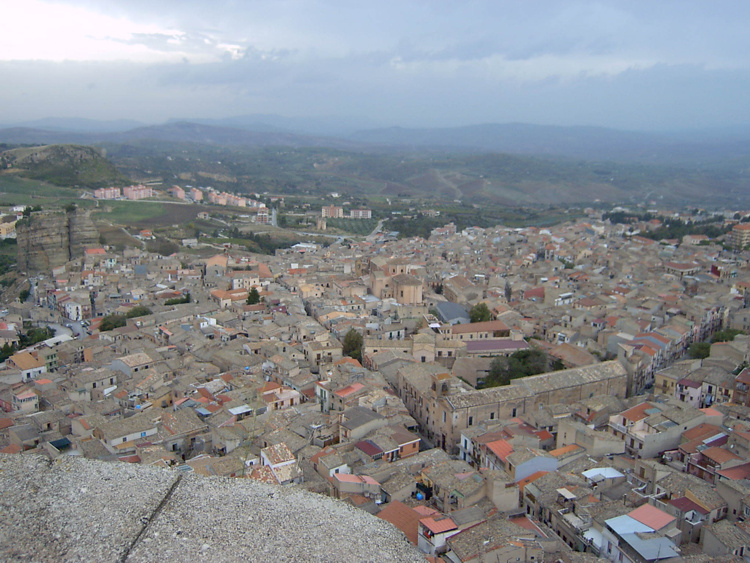
코를레오네의 풍경 사진.

소설과 영화에서 비토 코를레오네는 신중하고 현실주의적인 인물이며, 자신의 감정을 잘 드러내지 않는 것으로 그려진다. 특히 비토는 이웃과 약자들에 대한 배려심이 깊어 "힘없는 자들의 아버지"를 자처하며 미국 사회의 편견과 불이익에 희생되는 이탈리아계 이민자들에게 도움의 손길을 내미는 등 도움과 자선을 즐기는 "진정한 대부"로 묘사된다. 그러나 자신의 가족과 조직에 위해가 되는 이들은 가차없이 척결하는 단호함과 잔혹함의 이면을 보이기도 한다.

## 같이 보기
- 대부
- 대부2
- 대부 (소설)
- 마이클 코를레오네